# Hämmerlmühle
Hämmerlmühle ist ein Gemeindeteil der Stadt Auerbach in der Oberpfalz im Landkreis Amberg-Sulzbach (Oberpfalz, Bayern).

## Lage
Die Einöde Hämmerlmühle liegt ca. 4,4 km nordwestlich von Auerbach an der Staatsstraße 2403. Der Ort wird von dem zur Pegnitz führenden Flembach durchflossen.

## Geschichte
Dort ist wie in den umliegenden Orten Ligenz, Steinamwasser und Staubershammer seit dem Mittelalter ein Eisenhammer bezeugt (ignis Auerbach). Besitzer war bereits im 13. Jahrhundert mit Unterbrechungen das Kloster Michelfeld.
1904 erwarb die Familie Looshorn das Anwesen und betrieb bis 1958 dort eine Mühle, von der Teile dem Bergbau- und Industriemuseum Ostbayern in Theuern überlassen wurden. Heute wird die Hämmerlmühle touristisch genutzt.